# Wal·lada bint al-Mustakfí
Wal·lada bint al-Mustakfí o, simplement, Wal·lada (àrab: ولادة بنت المستكفي, Wallāda bint al-Mustakfī) (Còrdova, 994<1010 - Còrdova, 26 de març de 1091) fou una poeta andalusina, filla de Muhàmmad III al-Mustakfí (1024-1025), un dels efímers califes de Còrdova, i d'una esclava cristiana de nom Amina. Era rossa, de pell clara i ulls blaus, i d'un atractiu extraordinari a més d'intel·ligent, culta i orgullosa.
Va heretar els béns del seu pare (que no va tenir fills mascles) i va obrir un palau on es va dedicar a l'ensenyament de noies de bona família, lloc al qual anaven els poetes i literats del seu temps. Va gosar presentar-se a una competició per completar poemes inacabats ensenyant la cara (fet que li va costar les crítiques dels religiosos, però també va tenir molts defensors de la seva honestedat com l'escriptor Ibn Hazm i el visir Ibn Abdús, el seu enamorat etern que va romandre al seu costat i la va protegir fins a la mort, quan Wallada tenia uns 85 anys.
Va tenir una apassionada relació amb el poeta Ibn Zaydun, que es va mantenir secreta per la relació del poeta amb els jahwàrides i la poeta amb els omeies; quan es va acabar (sembla que per les relacions d'Ibn Zaydun amb una esclava negra de Wal·lada) i es va fer pública, el poeta fou empresonat acusat de voler restaurar els omeies, sota denuncia d'Ibn Abdús. D'aquesta relació, són 8 dels 9 poemes que es conserven de Wal·lada. D'aquestos poemes, dos expressen gelosia i enyorança, un decepció, dolor i retret; i cinc són sàtires en què en algun moment retreu al poeta tenir amants masculins; el novè poema al·ludeix a la seva llibertat i independència.
Entre les seves alumnes, destaca la poeta Muhja bint at-Tayyaní, filla d'un venedor de figues, que després la va difamar en diverses sàtires.
Va morir el 26 de març de 1091, el mateix dia que els almoràvits van entrar a Còrdova.